# I Don't Feel Hate (пісня)
«I Don't Feel Hate» («Я не відчуваю ненависті») — це пісня німецького співака Єндріка Зігварта для Євробачення 2021 року в Роттердамі, Нідерланди.

## Конкурс пісні Євробачення

### Внутрішній відбір
6 лютого 2021 року НДР підтвердив, що Єндрік Зігварт представлятиме Німеччину на змаганнях 2021 року. 

### На Євробаченні
65-е видання Євробачення відбудеться у Роттердамі, Нідерланди, і складатиметься з двох півфіналів 18 травня та 20 травня 2021 року та великого фіналу 22 травня 2021 року  Згідно з правилами Євробачення, всі країни-учасниці, крім приймаючої нації та Великої п'ятірки, що складається з Франції, Німеччини, Італії, Іспанії та Великої Британії, повинні пройти участь у одному з двох півфіналів, щоб змагатися за фінал, хоча 10 найкращих країн від відповідного півфінального прогресу до великого фіналу.   Оскільки Німеччина є членом Великої п'ятірки, пісня автоматично просунулася до фіналу, який відбудеться 22 травня 2021 року в Роттердамі Ahoy в Роттердамі, Нідерланди.